# Zdravo Marijo
Zdravo, Marijo ili Ave Maria je katolička molitva majci Božjoj, čije najranije dokaze nalazimo u 1050. godini. Većina se teksta molitve može naći u Evanđelju po Luki.

## »Zdravom Marijo«na hrvatskom jeziku
Zdravo, Marijo,
milosti puna,
Gospodin s Tobom.
Blagoslovljena Ti među ženama
i blagoslovljen Plod utrobe Tvoje,
Isus.
Sveta Marijo, Majko Božja,
moli za nas grešnike,
sada i na času smrti naše.
Amen.

## »Zdravo, Marijo«na latinskom jeziku
Ave Maria,
gratia plena,
Dominus tecum.
Benedicta tu in mulieribus,
et benedictus fructus ventris tui,
Iesus.
Sancta Maria, Mater Dei,
ora pro nobis peccatoribus,
nunc et in hora mortis nostrae.
Amen.

## Druge hrvatske varijante
Kajkavski
Zdrava budi Marija,
milosti puna,
Gospodin je s tobom.
Blagoslovlena si ti med ženami,
i blagoslovlen je sad v utrobi tvoji, Jezuš.
Sveta Marija, majka Božja,
moli za nas grešnike,
sada i na vuri smrti naše. Amen.

Starohrvatski (starocrkvenoslavenski hrvatske redakcije):
Raduj se Marije,
blagoděti plna,
Gospod s toboju.
Blagoslovljena ti v ženah,
i blagoslovljen plod črěva tvojego, Jisus.
Svetaja Marije mati Božija,
moli za nas grěšniki,
nině i v čas smrti našeje. Amen
Gradišćansko-hrvatski
Zdrava budi Marija,
milosti puna!
Gospodin je s tobom;
ti si blažena med ženami
i blažen je sad utrobe tvoje, Jezuš.
Sveta Marija, Mati Božja,
moli za nas grišnike
sada va uri smrti naše. Amen.